# Pléyades (mitología)

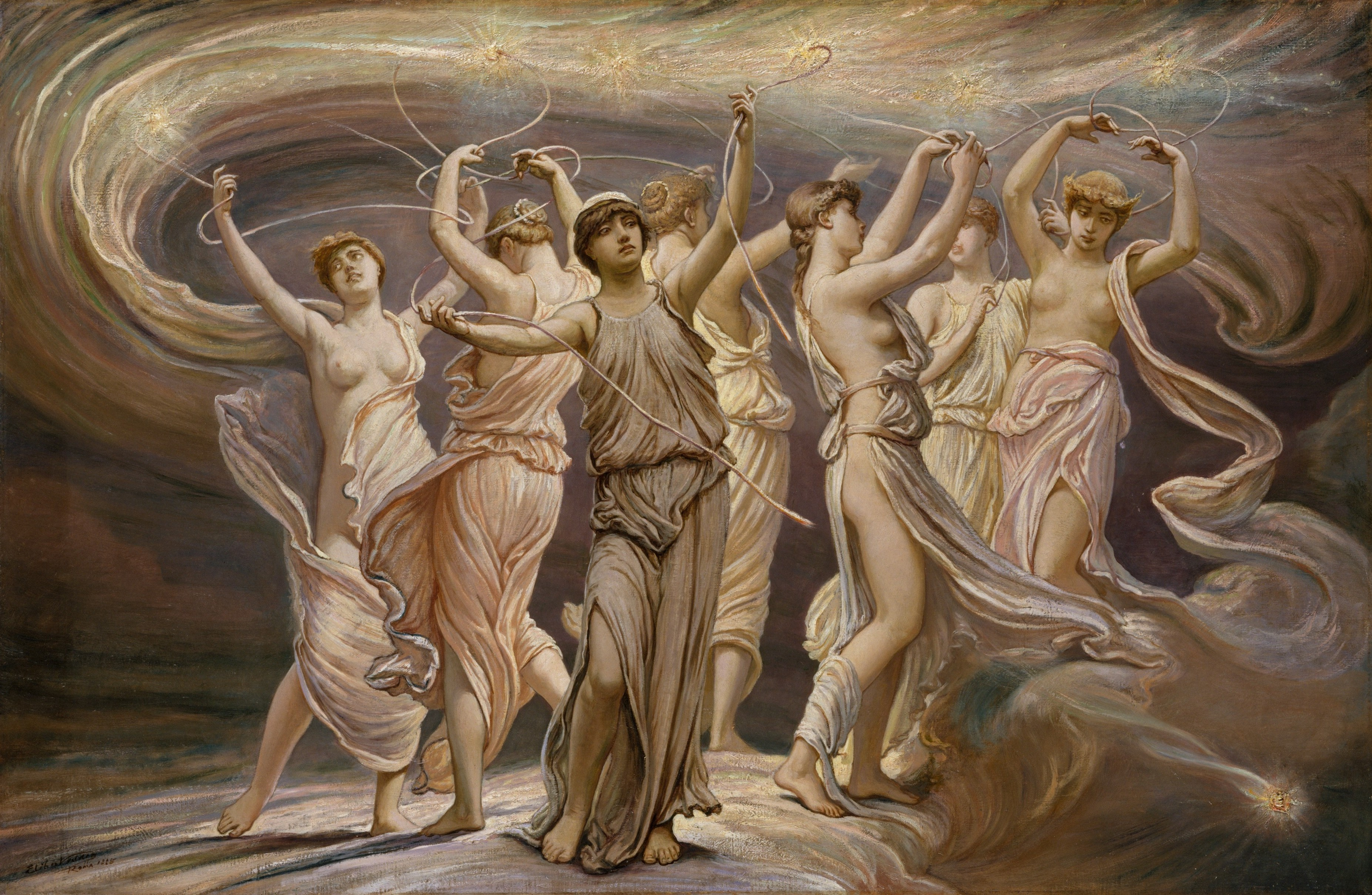
Las Pléyades, por el pintor simbolista Elihu Vedder (1885).

En la mitología griega, las Pléyades eran las siete hijas del titán Atlas y de Pléyone o Etra. Habían nacido en el monte Cilene. Son hermanas de Hías y las Híades y, en algunas versiones, también de Calipso y de las Hespérides. Los mitos sobre los catasterismos nos dicen que las Pléyades eran ninfas en el cortejo de Artemisa, compartían la afición por la caza de ésta, y como ella intentaban mantener su virginidad. No obstante, ya desde la poesía más antigua, se consideran a las Pléyades como las progenitoras de muchas estirpes de la mitología griega.

## Etimología
Existe cierto debate sobre el origen del nombre «Pléyades». Entre las diversas posibilidades, tal vez derivaba del nombre de su madre, Pléyone, pero más habitualmente se ha puesto en relación con características del cúmulo de estrellas al que dan nombre. Higino apunta las posibilidades de que su origen esté en las palabras πλειάς, ‘muchas’ o en πλησίον, ‘cerca’. Esta última estaría motivada porque las estrellas estaban muy próximas entre sí.
También se ha sugerido la posibilidad de que provenga de πλεῖν, ‘navegar’, pues el orto helíaco del grupo de estrellas homónimo, que ocurría a mediados de mayo, era empleado como punto de referencia del inicio del periodo de navegación, y su ocaso helíaco, que ocurría a principios de noviembre, se correspondía con el final de la temporada considerada propicia para la navegación en la antigüedad.
Por otra parte, ya desde la antigüedad se ha relacionado el nombre con el de Peléyades (πελειάδες, ‘palomas’). Así es como las llamaba Hesíodo en su obra perdida Astronomía. En la Odisea se mienta a unas palomas que llevan la ambrosía a Zeus; la poeta Mero de Bizancio, en el periodo helenístico, indica que Zeus mandó a esas palomas que fueran mensajeras del estío y del invierno. Esta función de indicar las fechas de los comienzos del verano y del invierno era cumplida también por el orto helíaco y el ocaso cósmico de la constelación de las Pléyades.

## Nombres y consortes
Las Pléyades debieron haber tenido considerables encantos, pues varios de los más importantes dioses olímpicos, incluyendo a Zeus, Poseidón y Ares, mantuvieron relaciones con ellas. Estas son las siete muchachas y su descendencia, según se narra en la Biblioteca mitológica: 
- Maya, la mayor, de su unión con Zeus dio a luz un hijo, Hermes, en una cueva de Cilene.[11]
- Celeno fue madre de Lico, a quien su padre Poseidón asentó en las islas de los Bienaventurados.[2]
- Alcíone fue madre, por Poseidón, de dos hijos, Hirieo e Hiperénor, y de una hija, Etusa, madre de Eleuter por obra de Apolo.[2]
- Electra fue madre de Dárdano y Yasión con Zeus;[12]
- Estérope se desposó con Enómao;[2] en la versión más antigua Estérope es la madre de Enómao en su unión con Ares.[13]
- Táigete tuvo de Zeus a Lacedemón, por quien el país se llamó Lacedemonia.[14]
- Mérope se desposó con Sísifo.[2] Fue la única de las Pléyades que no mantuvo relaciones con los dioses, pero se desposó en cambio con un mortal. De Mérope y Sísifo nació Glauco.[15]

Otros nombres
- Tan sólo el escoliasta a Teócrito denomina a las Pléyades de manera diferente a la tradicional, a saber: Cócimo, Plaucia, Protis, Partemia, Maya, Estonicia y Lampato. Sorprendentemente dice que estas son hijas de una reina de las amazonas y las primeras en bailar en un festival nocturno.[16]
- Higino, en su proemio de las Fábulas, nombra a seis: Maya, Calipso, Alcíone, Mérope, Electra y Celeno.[17]
- En una versión, que se ha conservado algo corrupta, se mencionan solo a cuatro hijas de Atlas: Taígete, Electra, Maya y Plútide. Esta Plútide es la misma Pluto, pues la fuente dice que fue la madre de Tántalo en su unión con Zeus. [18]

## Catasterismo
Tras ser Atlas obligado a cargar sobre sus hombros con el mundo, Orión persiguió durante cinco años —o siete, según otra tradición— a las Pléyades, y Zeus terminó por transformarlas primero en palomas y luego en estrellas. Se dice que la constelación de Orión sigue persiguiéndolas por el cielo nocturno. Según otras versiones de la historia, las siete hermanas se suicidaron porque estaban tristísimas por la suerte que había corrido su padre, Atlas, o bien por la pérdida de sus hermanas, las Híades, o bien de su hermano Hías. Tras esto, Zeus las inmortalizaría subiéndolas al cielo. Algunos astrónomos les dieron el nombre de «Cola de toro» y también se las llamaba «Vergilias», porque aparecían después de primavera.
En el cúmulo abierto de las Pléyades, solo seis de las estrellas brillan intensamente. La séptima, Merope, lo hace débilmente o es totalmente invisible, o lleva el cabello suelto como un cometa, porque está eternamente avergonzada de haber mantenido relaciones con un mortal, Sísifo. Otra tradición dice que la estrella que no brilla es Electra, en señal de luto tras la caída y  el saqueo de  Troya, ya que sus reyes eran descendientes de su hijo Dárdano.